# Kampfgeschwader 27 „Boelcke“
Das Kampfgeschwader 27 war ein Verband der Luftwaffe der Wehrmacht im Zweiten Weltkrieg. Es war nach Oswald Boelcke benannt, einem Jagdflieger des Ersten Weltkrieges. Aufgrund dieses Ehrennamens waren die Geschwaderangehörigen berechtigt am rechten Unterarm einen Ärmelstreifen mit der Aufschrift „Geschwader Boelcke“ zu tragen. Als Kampfgeschwader, ausgestattet mit Bombern, vom Typ Heinkel He 111 führte es Luftangriffe mit Bomben auf zugewiesene Ziele durch. Das Geschwader beteiligte sich am Überfall auf Polen, dem Westfeldzug, der Luftschlacht um England und dem Deutsch-Sowjetischen Krieg. Ab 1945 kam es in der Reichsverteidigung gegen die Westalliierten zum Einsatz. Mit der Umrüstung ab November 1944 auf die Messerschmitt Bf 109K und die Focke-Wulf Fw 190A änderte sich das Einsatzspektrum des Geschwaders zu dem eines Jagdgeschwaders. Nach der bedingungslosen Kapitulation der Wehrmacht am 8. Mai 1945 wurde es aufgelöst.

## Aufstellung
Das Kampfgeschwader 27 entstand am 1. Mai 1939 nach dem neuen Benennungsschema der Luftwaffe aus dem am 1. April 1937 in Hannover-Langenhagen (Lage) aufgestellten Kampfgeschwader 157 „Boelcke“. Die Geschwaderangehörigen trugen seit dem 18. April 1935, am rechten Unterarm einen Ärmelstreifen mit der Aufschrift „Geschwader Boelcke“. Aus dem Geschwaderstab und der I./KG 157 entstanden am 1. Mai 1939 der Stab und die I./KG 27. Aus der II. Gruppe des KG 157 bildete sich in Wunstorf (Lage) die II./KG 27. Die III./KG 27 entstand in Delmenhorst-Adelheide (Lage) aus der III./KG 157. Im Juni 1940 entstand die IV. (Ergänzungs-)Gruppe in Bourges/Frankreich (Lage) und im Januar 1943 formierte sich die 14.(Eis) Staffel, die dem Geschwaderstab direkt unterstellt war. Das Geschwader war von 1939 bis Ende 1944 mit der Heinkel He 111 ausgestattet. Erst in den letzten Kriegsmonaten rüstete es auf Jagdflugzeuge vom Typ Messerschmitt Bf 109 und Focke-Wulf Fw 190 um. Die Geschwaderkennung war 1G.

## Gliederung
Der Geschwaderstab führte die I. bis IV. Gruppe die wiederum in Staffeln unterteilt waren. Die 1. bis 3. Staffel gehörte der I. Gruppe, die 4. bis 6. Staffel der II. Gruppe, die 7. bis 9. Staffel der III. Gruppe und die 10. bis 13. Staffel der IV. Gruppe an. Die 14. Staffel unterstand dem Geschwaderstab direkt. Jede Staffel, geführt durch ein Staffelkapitän, war in drei Schwärme mit je vier Flugzeugen unterteilt. Daraus ergab sich eine Sollstärke der Bombergruppe von 36 Flugzeugen in den drei Staffeln + ein Flugzeug für den Gruppenkommandeur. (IV. Gruppe mit 4 Staffeln = 49 Flugzeuge) Dies ergab bei vier Bombergruppen eine Sollstärke von 148 Flugzeugen, + 4 Flugzeuge für den Geschwaderkommodore und seinen Stab, + 12 Flugzeuge für die 14. Staffel. Daraus ergibt sich eine Sollstärke von 176 Flugzeugen. Die IV. Gruppe war eine Ergänzungsgruppe und nahm in der Regel nicht an Kampfeinsätzen teil. In ihr wurden frisch ausgebildete oder rekonvaleszente Flieger eine Zeitlang an die Frontbedingungen gewöhnt und geschult, bevor sie in eine der drei Einsatzgruppen wechselten. Darum hatte sie meist ihren Standort in der Heimatbasis des jeweiligen Geschwaders.

## Geschichte

### Überfall auf Polen

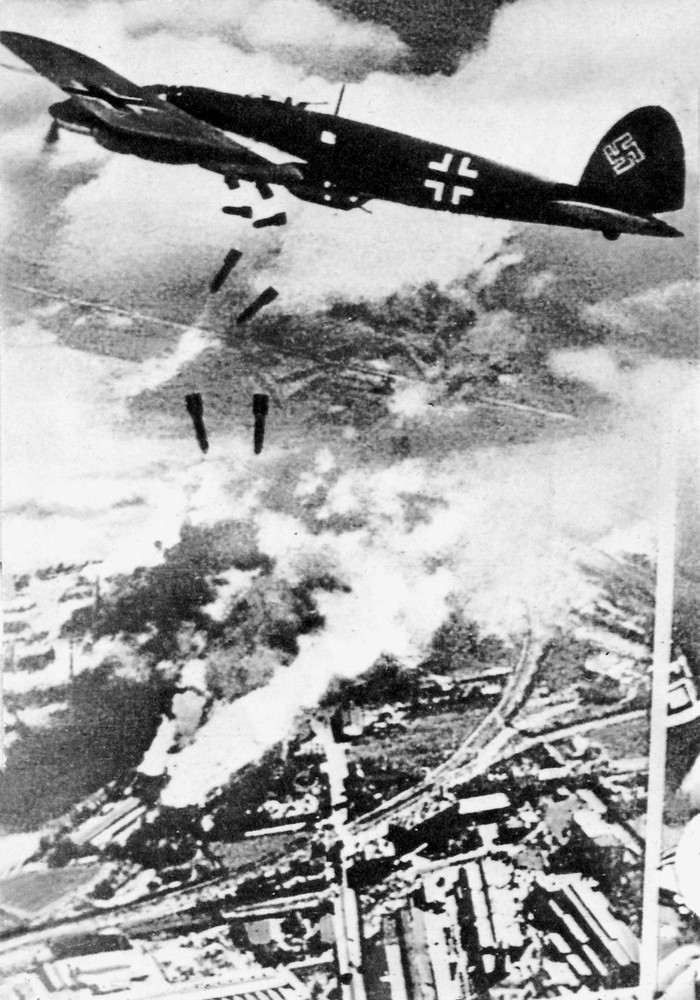
Eine Heinkel He 111 über Warschau

Der Stab, die I., II. und III. Gruppe des Geschwaders nahmen im Rahmen der 1. Fliegerdivision der Luftflotte 1 im Nordabschnitt der Front am Überfall auf Polen teil. Der Geschwaderstab und die I. Gruppe lagen in Werneuchen (Lage), die II. Gruppe in Neuhardenberg (Lage) und die III. Gruppe griff von Königsberg-Neumark (Lage) aus an. Es war ausgestattet mit der Heinkel He 111P-4 einem zweimotorigen Bomber dessen Daimler-Benz DB 601-Motoren zusammen 2200 PS leisteten und ihm eine Höchstgeschwindigkeit von 390 km/h und eine Bombenlast von 2000 kg verlieh.
Am Morgen des 1. September flog das Geschwader vom Fliegerhorst Hannover-Langenhagen aus über eine Anflugstrecke von 725 km in den Raum Warschau und griff dort Flugplätze der polnischen Luftwaffe, andere militärische Einrichtungen und das Flugzeugwerk von Państwowe Zakłady Lotnicze an. Die Bomber wurden durch Messerschmitt Bf 110 geschützt. Aufgrund dessen verloren die angreifenden polnischen Jagdfliegerkräfte unter Führung von Oberst Stefan Pawlikowski rund 17 Prozent ihrer Flugzeuge. Anschließend flog das Geschwader seine neuen frontnahen Basen an. In den folgenden Tagen griff das Geschwader Eisenbahnstrecken und -gerät rund um Warschau an. Die III. Gruppe leistete der 4. Armee Unterstützung gegen die Poznań-Armee. Weitere Luftangriffe auf die Narewübergänge und die Städte Łódź und Lublin folgten bis zum 27. September. Anfang Oktober verlegte das Geschwader zurück zu seinen Heimatbasen.

### Westfeldzug
Während des Westfeldzuges standen alle drei Gruppen unter dem Kommando des IV. Fliegerkorps der Luftflotte 2. Der Geschwaderstab und die I. Gruppe lagen in Hannover-Langenhagen (Lage), die II. Gruppe in Krefeld (Lage) und die III. Gruppe in Quakenbrück (Lage). An der Ausstattung hatte sich nichts geändert. Der I. Gruppe standen 36, der II. Gruppe 35 und der III. Gruppe 38 Bomber vom Typ Heinkel He 111P-4 zur Verfügung, davon 93 einsatzbereit.
In den ersten Tagen griff das Geschwader eine Vielzahl von Zielen in Staffelstärke an. Unter anderen wurden Flugplätze und andere militärische Einrichtungen in Lille, Antwerpen, Norrent-Fontes, Dünkirchen, Brüssel, Boulogne, Abbeville, Berck, Saint-Inglevert, Cambrai und Namur bombardiert. Dabei wurden sie durch Jäger der Royal Air Force angegriffen, die der No. 3 Squadron, der No. 607 Squadron und der No. 85 Squadron angehörten. Die Bomber konnten insgesamt vier Hawker Hurricanes abschießen, während das Geschwader sieben Bomber verlor und weitere sieben beschädigt wurden. Um der 6. Armee der Heeresgruppe B den Vormarsch zu erleichtern führte das Geschwader bis zum 15. Mai weitere Luftangriffe im Raum Lille, Antwerpen, Brüssel und Namur durch. Insbesondere bei der Schlacht von Gembloux griff es zugunsten des XVI. Armeekorps in die Bodenkämpfe ein. Anschließend unterstützte es die Panzerverbände beim strategischen Durchbruch zur Küste des Ärmelkanals. Dabei wurde am 18. Mai der Gruppenkommandeur der II. Gruppe, Major Reinhold Tamm mit seiner He 111P (Geschwaderkennung 1G+EP) bei Meaux und Couilly durch Flakfeuer abgeschossen. Er stürzte bei Chelles, östlich von Paris ab und geriet in französische Kriegsgefangenschaft. Er kehrte Anfang Juli wieder zurück. In diesem Raum musste sich das Geschwader mit den britischen No. 607 Squadron und No. 242 Squadron auseinandersetzten, die immer wieder Bomber abschossen. So mussten am 14. Mai die 2., 7. und 9. Staffel jeweils einen Bomber durch Abschuss abschreiben. Nachdem Panzerkräfte der Heeresgruppe A am 20. Mai den Ärmelkanal erreichten, entwickelten sich Schlachten um die Hafenstädte Calais und Dünkirchen, bei denen die Briten auch Jagdflugzeuge von der britischen Insel aus einsetzten. Dabei fiel am 22. Mai der Gruppenkommandeur der III. Gruppe, Hauptmann Ulrich Schirmer der durch Jäger der No. 605 Squadron abgeschossen wurde und bei Bouvigny-Boyeffles aufschlug. Insgesamt hatte die III. Gruppe an diesem Tag drei Totalverluste an Bombern zu beklagen. Am 27. Mai attackierte das Geschwader die belgischen Städte Diksmuide und Ostende um Verkehrsverbindungen zu zerstören. Auch der Kessel von Lille entwickelte sich zum Schwerpunkt für die III. Gruppe.
Am 3. Juni nahm das Geschwader am Unternehmen Paula teil, bei dem die restlichen, der französischen Luftwaffe noch zur Verfügung stehenden Flugplätze bombardiert und die Luftfahrtindustrie attackiert wurde. Nachdem am 5. Juni die zweite Phase (Fall Rot) des Westfeldzugs begann, flogen die I. und die II. Gruppe Luftangriffe auf die Bahnhöfe von Orléans und Rouen und die Hafenstädte Le Havre und Cherbourg. Die III. Gruppe nahm an diesen Einsätzen nicht teil. Sie war eine Zeitlang zur Auffrischung zurückgezogen worden. Am 14. Juni flog sie dann mit 20 He 111P bewaffnete Aufklärung um entlang der sich auflösenden französischen Fronten Ziele zu finden. Die II. Gruppe flog noch letzte Einsätze in der Bretagne, als die Kampfhandlungen mit dem Waffenstillstand am 22. Juni endeten.

### Luftschlacht um England
In der anschließenden Luftschlacht um England blieb das gesamte Geschwader beim IV. Fliegerkorps, nun aber unter dem Kommando der Luftflotte 3. Alle Geschwaderteile hatten Plätze im besetzten Teil Frankreichs bezogen. Der Stab und die I. Gruppe startete von Tours (Lage), die II. von Bourges (Lage) und die III. Gruppe von Rennes (Lage) aus über den Ärmelkanal. Im Juli stellte das Geschwader auf die He 111H-6 um, was sich über mehrere Monate hinzog. Diese hatte im Vergleich zur bisher verwendeten He 111P-4 zwei Jumo 211-Motoren die zusammen 200 PS mehr leisteten. Damit war eine um 10 km/h höhere Höchstgeschwindigkeit und eine um 500 kg höhere Bombenlast möglich. Insgesamt standen in den drei Gruppen 97 Bomber zur Verfügung, davon 66 einsatzbereit.

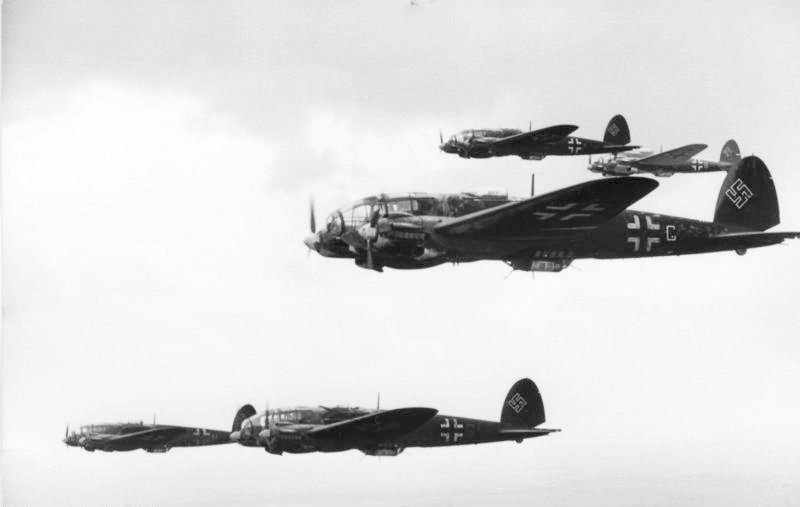
Heinkel He 111 des Kampfgeschwaders 27

Im Juli flogen sie Luftangriffe gegen südenglische Hafenanlagen und bekämpften Geleitzüge im Ärmelkanal. Dabei wurde am 17. Juli der Geschwaderkommodore, Oberst Bernhard Georgi, mit seiner He 111D von britischen Hurricanes der 145 Squadron 30 km südlich von Bognor Regis abgeschossen und galt seitdem als vermisst. Oberst Dipl.-Ing. Gerhard Conrad ersetzte ihn. Am 30. Juli und am 11. August attackierte die II. Gruppe die Hafenstadt Bristol und die Schifffahrt im Bristolkanal. Dabei wurde sie von Messerschmitt Bf 110 der I. und II./ZG 2 und Messerschmitt Bf 109 der III./JG 2 eskortiert. Dabei schossen Hawker Hurricanes der No. 87 Squadron die He 111 H-3 (Geschwaderkennung 1G+AC) des Gruppenkommandeurs der II. Gruppe, Major Friedrich-Kurt Schlichting ab. Dieser konnte den Bomber bei Dinard noch notlanden, kam dabei aber ums Leben. Mit an Bord befand sich als Gast der Generalstabsoffizier aus der Gruppe Adjutantur im Generalstab der Luftwaffe, Major Hans-Jürgen Brehmer der in Gefangenschaft geriet.
Am 13. August, dem sogenannten Adlertag, bombte das Geschwader Ziele in Bristol, Birkenhead und Liverpool. Die eigenen Verluste waren aufgrund des Jagdschutzes gering. So hatte die III. Gruppe, die den Hafen von Bristol anflog nur einen Totalverlust, verursacht durch die No. 87 Squadron, zu beklagen. An den folgenden Tagen flog die III. Gruppe ohne Jagdschutz einen Tagesangriff auf Southampton, der den Bahnanlagen der Stadt galt. Auch die Militärflugplätze Colerne und Sealand traf es, allerdings erlitten sie nur geringe Beschädigungen. Dabei gingen zwei Bomber durch die No. 92 Squadron und die No. 43 Squadron verloren. Nachdem das Geschwader am 15. August keine Verluste erlitten hatte, griff es am Folgetag mit allen drei Gruppen unter dem Schutz von Messerschmitt Bf 110 an. Als sie die englische Küste bei Brighton erreichten, griffen die No. 1 Squadron, die No. 64 Squadron und die No. 615 Squadron die Formation an und schossen zwei He 111H ab. Beide Maschinen stürzten in den Ärmelkanal, aber nur eine Crew konnte von einer Heinkel He 59 der Seenotstaffel gerettet werden. Der 18. August brachte einen Luftangriff auf die Docks von Liverpool, wobei die No. 610 Squadron einen Bomber abschoss. Eine angreifende Avro Anson der Fliegerschule in Windrush kollidierte mit einer He 111H und beide Flugzeuge stürzten ab. Alle fünf beteiligten Besatzungsmitglieder der beiden Flugzeug starben. Am 19./20. August wiederholte das Geschwader die Luftangriffe auf Liverpool, bei denen das Royal Albert Dock schwer getroffen wurde. Anschließend wurden fünf Militärflugplätze des RAF Bomber Command mit jeweils wenigen Bombern abgegriffen und sechs Bomber am Boden zerstört. Mit Luftangriffen in Staffelstärke auf Liverpool, Sheffield, Derby, Hull, Nottingham und Leicester setzte das Geschwader seine Attacken fort. Dabei starben 112 Zivilisten. Die I. Gruppe flog von Mitte August bis Anfang September verstärkt Einsätze im Bereich der Keltischen See, des St.-Georgs-Kanal und der Irischen See um den alliierten Schiffsverkehr zu stören. Die II. und die III. Gruppe flogen weiterhin Luftangriffe auf Liverpool, Birkenhead, London, Birmingham und Coventry mit jeweils nur wenigen Bombern. Dabei schoss die No. 601 Squadron einen Bomber ab, ein weiterer ging aufgrund von Treffern durch Flak verloren. Durch die regelmäßigen Einsätze stieg die Verlustrate an und die tägliche Einsatzbereitschaft sank stark ab. So verfügte das Geschwader am 7. September noch über 41 einsatzbereite und 46 reparaturbedürftige Bomber. Aufgrund dessen flog es im September weniger intensive Luftangriffe auf Militärflugplätze oder dem Schiffsverkehr im Bristolkanal. Eine Besatzung der I. Gruppe verlor aufgrund ausgefallener Instrumente die Orientierung über See und erreichte knapp Gijon in Spanien.

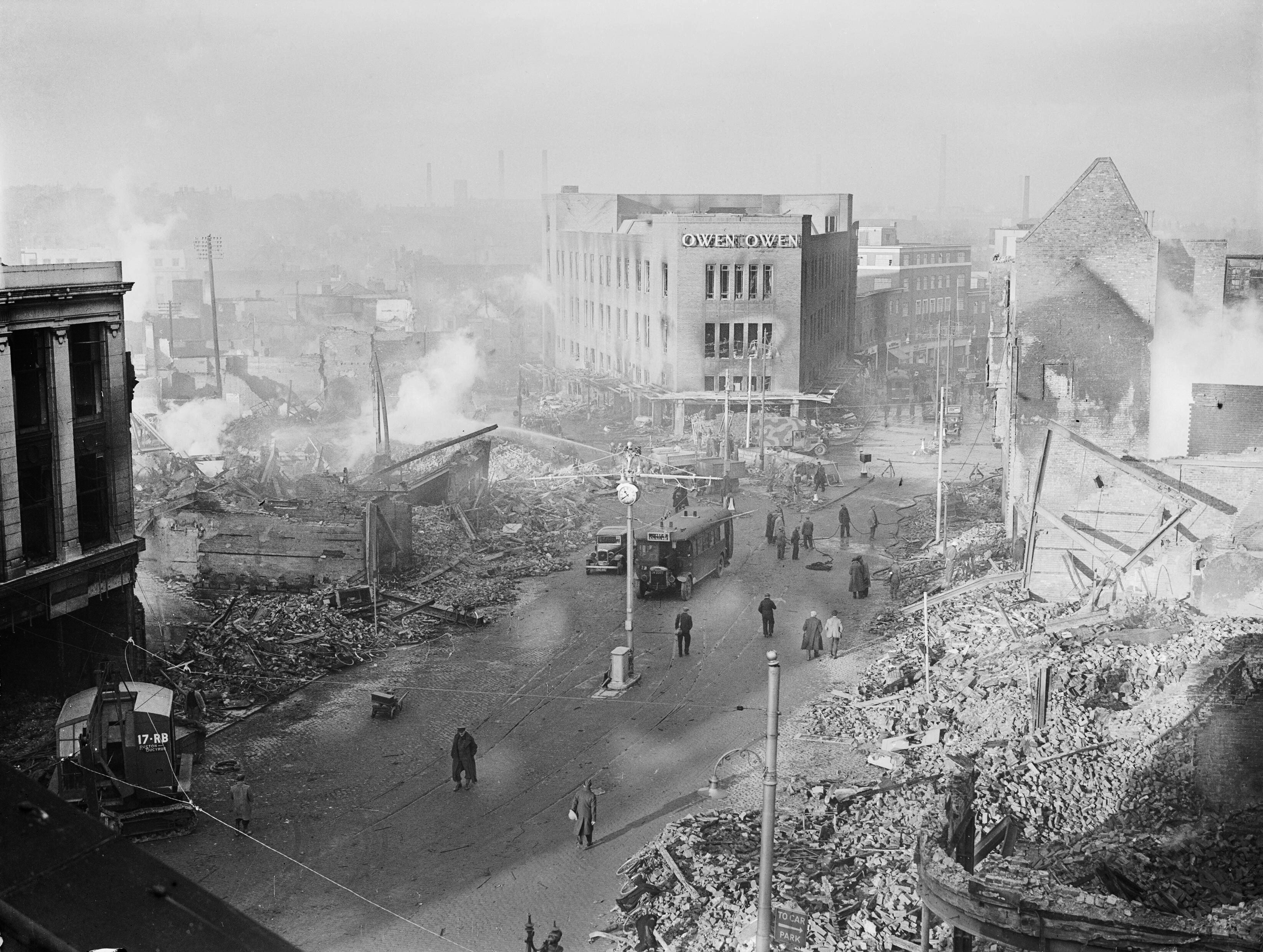
Die zerstörte Innenstadt Coventrys am 16. November 1940

Ab Oktober griff das Geschwader überwiegend während der Nachtzeit britische Ziele an. Dadurch sollten die Verluste reduziert werden. Allerdings sank auch die Trefferquote und die Zahl der Opfer unter der Zivilbevölkerung stieg an. So war es in den folgenden Monaten an den Luftangriffen auf Plymouth, Southampton, Cardiff, Manchester, Liverpool, Coventry, Birmingham, Sheffield, Portsmouth, Glasgow, Bristol, Hull und Belfast beteiligt. Nach dem Luftangriff auf Southampton verstarb der Gruppenkommandeur der III. Gruppe, Hauptmann Manfred Freiherr Speck von Sternberg, als er mit seiner schwer beschädigten He 111 P-2 (Geschwaderkennung 1G+IT) eine Bruchlandung nahe dem Fliegerhorst Rennes machte. Die brennende Maschine hatte mehrere Bäume gestreift und fiel anschließend in einen See. Beim Luftangriff auf Coventry am 14. November, als das Geschwader zusammen mit den Kampfgeschwadern 1, 3, 26, 55 und dem Lehrgeschwader 1 der Luftflotte 3 und den Pfadfindereinheiten der Kampfgruppe 100 (KGr 100) angriff, kamen mindestens 568 Zivilisten ums Leben und 1000 wurden verletzt. Die abgeworfenen 500 Tonnen Sprengbomben, 50 Luftminen und 36.000 Brandbomben zerstörten etwa 4000 Wohnungen und etwa Dreiviertel der Industrieanlagen zwischen den Wohngebäuden. Die III. Gruppe beteiligte sich am 29. Dezember an einem nächtlichen Luftangriff auf London der einen Großbrand in der City of London auslöste und die Kuppel der St Paul’s Cathedral einstürzen ließ.
Am 13. und 14. März 1941 folgten Nachtangriffe auf der Glasgow vergelagerten Stadt Clydebank, die besonders für ihre Werften bekannt war. Insgesamt 439 Bomber warfen mehr als 1650 Brandbomben und 272 Tonnen Sprengbomben. Von den ungefähr 12.000 Häusern der Stadt blieben nur acht unbeschädigt; 4.000 wurden völlig zerstört und 4.500 schwer beschädigt. Mehr als 35.000 Menschen wurden obdachlos. Ab März ging das Geschwader auch wieder zur Schiffsbekämpfung auf den westlichen Zufahrten über. Dabei wurde am 1. März 1941 im St.-Georgs-Kanal, aus dem Geleitzug SC 22 der Motortanker Rotula (Lage), am 3. März die Port Townsville (Lage), am 8. März die niederländische Prins Frederik Henrik (Lage) und am 13. März die tags zuvor beschädigte Empire Frost (Lage) durch Bomben versenkt. Weitere Versenkungen erfolgten im Bristol-Kanal (2. März, Castlehill), im Ärmelkanal (8. März Nurgis), in der Cardigan Bay (11. März Trawler Aberdeen), in der Irischen See (13. März Perseus, 14. März Stanleigh, 20. März Trawler Bianca, 29. März Trawler Exeter) und nördlich von Irland (16. März Marinetrawler Lady Lillian). Weitere Schiffe wurden in diesen Seegebieten beschädigt. Im März verlegte die II. Gruppe nach Dinard (Lage) und im April die III. Gruppe nach Orleans-Bricy (Lage). Der Stab und die I. Gruppe lagen weiterhin in Tours. Im Juni 1941 verlegte das gesamte Geschwader nach Rumänien.

### Deutsch-Sowjetischer Krieg
1941
Am Angriff auf die Sowjetunion, ab dem 22. Juni 1941, nahm das Geschwader mit dem Stab und der I. bis III. Gruppe teil. Dazu war es dem IV. Fliegerkorps der Luftflotte 4 im Südabschnitt der Ostfront unterstellt. Der Stab, die I. und II. Gruppe lagen auf dem rumänischen Flugplatz Focșani/Süd (Lage) während die III. Gruppe vom rumänischen Ziliştea (Lage) aus startete. In den drei Gruppen waren 82 Heinkel He 111H-6 verfügbar, davon 68 einsatzbereit.
Die III. Gruppe des Geschwaders griff am 22. Juni mit 6 Bombern, zusammen mit 51 Bombern anderer Geschwader, zwischen 12:07 Uhr und 13:25 Uhr den sowjetischen Militärflugplatz Bălți an. Am Folgetag wiederholte die III. Gruppe mit 18 Bombern und 20 Messerschmitt Bf 109 des Lehrgeschwaders 2 den Luftangriff. Nach eigenen Angaben zerstörte sie um die 60 sowjetische Flugzeuge am Boden.
In den nächsten Tagen griff das Geschwader Flugplätze der sowjetischen Luftstreitkräfte im Raum Kamjanez-Podilskyj und Podolsk an. Als ab dem 2. Juli deutsche und rumänische Verbände im Rahmen des Unternehmens München die Grenze zur Sowjetunion überschritten, unterstützte sie die 11. Armee beim Vormarsch. Ziele waren die Eisenbahnverbindungen und -Bahnhöfe im Raum Zhmerinka, Chotyn, Ivano-Frankivsk, Kropyvnytskyi, Odessa und Dnipro, um feindliche Bewegungen zu unterbinden. Auch bei der Überwindung der Stalin-Linie griff das Geschwader mit Luftangriffen ein. Dabei fiel am 9. Juli Hauptmann Fritz Reinhard als seine He 111 H-5 (Geschwaderkennung 1G+AH) in den östlichen Karpaten bei Mikuliczyn gegen einen Berg prallte. In der folge wurden ab 12. Juli weitere Eisenbahnanlagen angegriffen, so in Zhmerinka, Winnyzja, Tscherkassy und Dolinskaya. Nach eigenen Angaben zerstörte das Geschwader allein am 20. Juli 20 Züge. Dabei wurde ein Bomber durch das sowjetische 131. Jagflieger-Regiment (131 IAP) abgeschossen. Am 24. Juli attackierte es den Hafen von Odessa und am 27. Juli Pervomaisk. Ein weiterer Schwerpunkt waren ab dem 15. Juli die Kämpfe bei der Kesselschlacht bei Uman. Im August bombardierte die I. und die II. Gruppe die Bahnstrecke Melitopol–Saporischschja, die Bahnstrecke Simferopol–Siwasch und Militärflugplätze im Bereich des Dnepr. Weiterhin unterstützte sie am 30. August das XXX. Armeekorps der 11. Armee beim Übergang über den Dnepr. Im September näherten sich die 11. Armee der Landenge von Perekop, die den Eingang zur Krim darstellte. Durch Luftangriffe auf die Verteidigungsstellungen der Roten Armee unterstützte es den Durchbruch auf die Krim. Ende August verschob sich der Schwerpunkt der Luftangriffe auf die Stadt Odessa am Schwarzen Meer. Rumänische Truppen hatten hier in der Schlacht um Odessa sowjetische Truppen eingeschlossen, die über See von der Krim aus, durch die Schwarzmeerflotte versorgt wurden. Die I. und die II. Gruppe griffen am 18. September den Hafen an und warfen 97 Tonnen Bomben ab. Am 19. September versenkte der Staffelkapitän der 3. Staffel, Oberleutnant Wolfgang Skorczewski an der Mündung des Bug den sowjetischen SB-12 Monitor Udarny (387 t, 1934) und erhielt dafür das Ritterkreuz des Eisernen Kreuzes verliehen. Ende September griff das Geschwader in die Bodenkämpfe zur Eroberung der Krim ein. Weiterhin bombardierte es Flugplätze der sowjetischen Luftstreitkräfte. Im September flog das Geschwader 871 Einsätze und zerstörte nach eigenen Angaben 15 Flugzeuge am Boden, 1 Kriegsschiff, 3 Frachtschiffe, 243 Fahrzeuge und 3 Züge.
Im Oktober lagen der Stab in Tiraspol (Lage), die I. Gruppe in Mariupol (Lage), die II. Gruppe in Balti (Lage) und die III. Gruppe in Cherson (Lage). Das Geschwader operierte hauptsächlich im Bereich des Schwarzen Meeres und des Asowschen Meeres und über dem Kaukasus. Die II. Gruppe flog am 2. Oktober einen nächtlichen Luftangriff auf den Militärflugplatz Kacha nahe Sewastopol, dem am 7. Oktober ein Angriff auf dem Hafen von Jeisk folgte. Weitere Luftangriffe auf feindliche Stellungen, Häfen und Flugplätze im Raum Melitopol, Berdjansk und Rostow folgten bis Ende Oktober. Zusammen mit der I. Gruppe flog sie einen Luftangriff auf den Militärflugplatz Saky und griff auch den Schiffsverkehr im Bereich der Krim an. Ende November wechselte die II. Gruppe zur Auffrischung nach Hannover-Langenhagen, wo sie bis Ende Februar blieb. Bei einem Luftangriff auf den Hafen von Gelendschik brachte der sowjetische MiG 3 Pilot Jakov Ivanov eine He 111H-6 durch Rammen zum Absturz. Im November unterstützten die verbliebenen Teile des Geschwaders die Bodentruppen bei der Schlacht um Rostow. Insgesamt flog das Geschwader in diesem Monat 503 Einsätze und erzielte nach eigenen Angaben 53 zerstörte Flugzeuge am Boden, 12 gesunkene Frachtschiffe, 7 zerstörte Züge und 294 zerstörte Fahrzeuge.
Während einer Inspektionsreise an die Ostfront erhielt der General der Jagdflieger Oberst Werner Mölders den Befehl, sich zum Staatsbegräbnis des Generalluftzeugmeisters Udet nach Berlin zu begeben. Da er sich gerade auf der Krim befand, nutzte er als Passagier eine Heinkel He 111 H-6 (Geschwaderkennung 1G+BT) der 9. Staffel des Kampfgeschwaders 27 die von Oberleutnant Georg Kolbe geflogen wurde. Während des Heimfluges fiel der linke Motor, kurz vor Breslau aus. Als beim Landeanflug auf den Flugplatz Breslau-Schöngarten auch der rechte Motor ausfiel, stürzte die Maschine ab. Mölders und Kolbe, kamen bei diesem Absturz ums Leben. Zwei weitere Insassen überlebten schwerverletzt. Am 29. Dezember stürzte der Gruppenkommandeur der I. Gruppe, Major Hubertus Lessmann mit seiner He 111 H-6 bei Kirovograd ab, nachdem er nach dem Start eine andere He 111 streifte. Lessmann überlebte den Absturz nicht.
1942
Der Geschwaderstab und die I. Gruppe lagen zu Jahresanfang in Kirovograd (Lage) und die III. Gruppe in Cherson. Von den 75 Bombern Sollstärke standen tatsächlich nur 45 Heinkel He 111H-6 zur Verfügung.

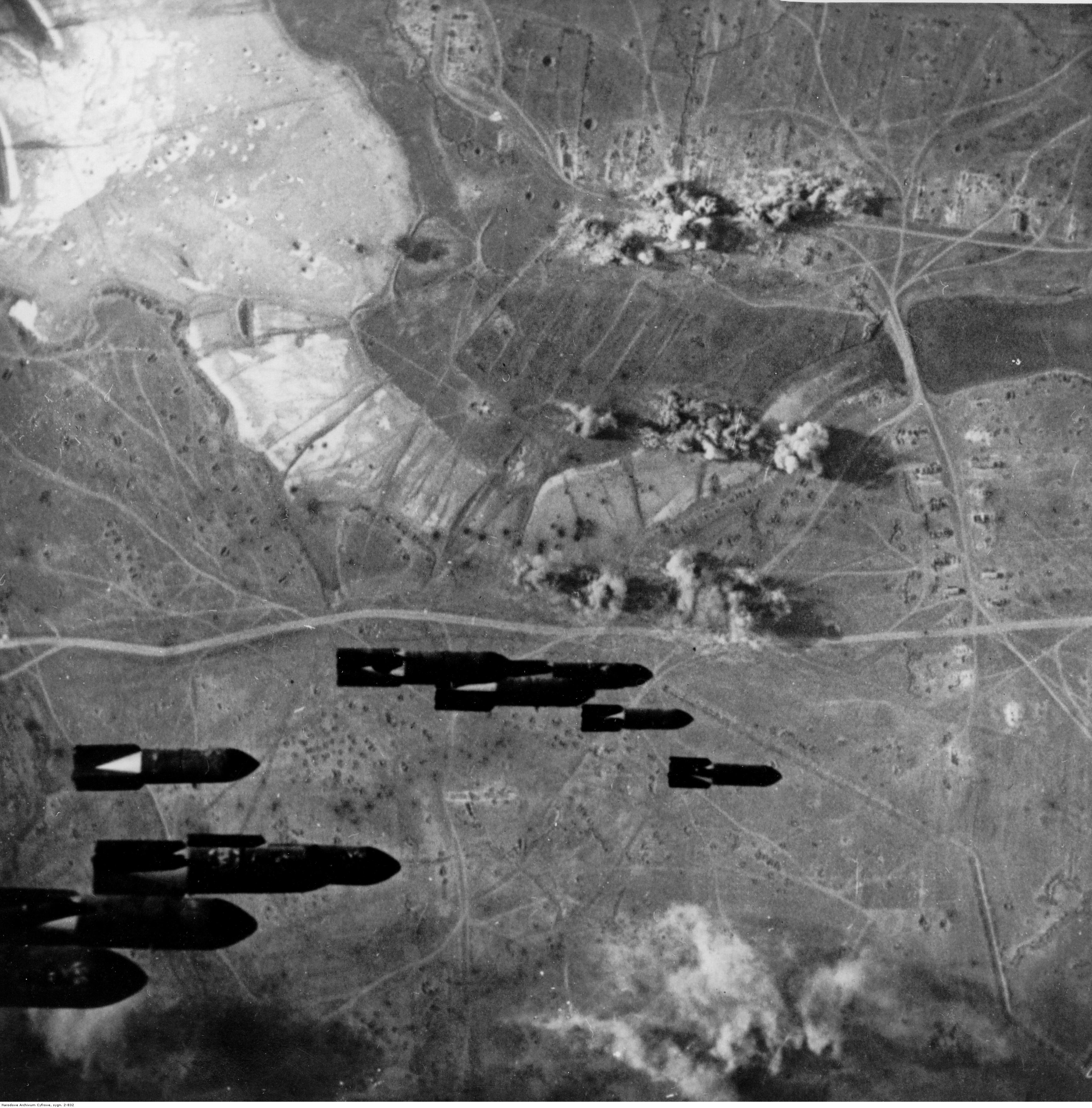
Bombardierung von Feldstellungen auf der Halbinsel Kertsch

Die I. Gruppe legte Anfang Januar Seeminen vor die Häfen von Sewastopol, Feodossija und Kertsch. Es folgten Ende Januar Attacken auf die Transportverbindungen im Bereich Isjum.
Ende Februar kehrte die II. Gruppe an die Ostfront zurück und bezog den Fliegerhorst Dno-Griwotschki (Lage) im Nordabschnitt der Ostfront. Dort war sie der Luftflotte 1 unterstellt und unterstützte durch Luftangriffe die Bodentruppen bei der Kesselschlacht von Demjansk und der Schlacht um Cholm. Im Mai wechselte sie in den Südabschnitt der Ostfront.
Im April griffen die I. und die III. Gruppe Schiffziele und Häfen im Schwarzen und Asowschen Meer an. Ab Anfang Mai bombardierten sie Stellungen der Roten Armee auf der Halbinsel Kertsch und bereiteten damit die Offensive von Teilen der 11. Armee, mit der Bezeichnung Unternehmen Trappenjagd vor. Ab 13. Mai intervenierte das Geschwader in der Zweiten Schlacht um Charkow zugunsten des III. Panzerkorps der 1. Panzerarmee. Dazu war es dem IV. Fliegerkorps innerhalb der Luftflotte 4 zugeteilt. In Tieffliegerangriffen zerstörte das Geschwader nach eigenen Angaben 227 Panzer, 3083 Fahrzeuge, 49 Artilleriegeschütze und 22 Lokomotiven, bei einem eigenen Totalverlust von 49 Bombern.
Zu Beginn der deutschen Sommeroffensive am 28. Juni im Süden der Ostfront lag das Geschwader auf dem Fliegerhorst Kursk Ost (Lage). Insgesamt waren 102 Heinkel He 111H-6 in den drei Bombergruppen und dem Geschwaderstab vorhanden.

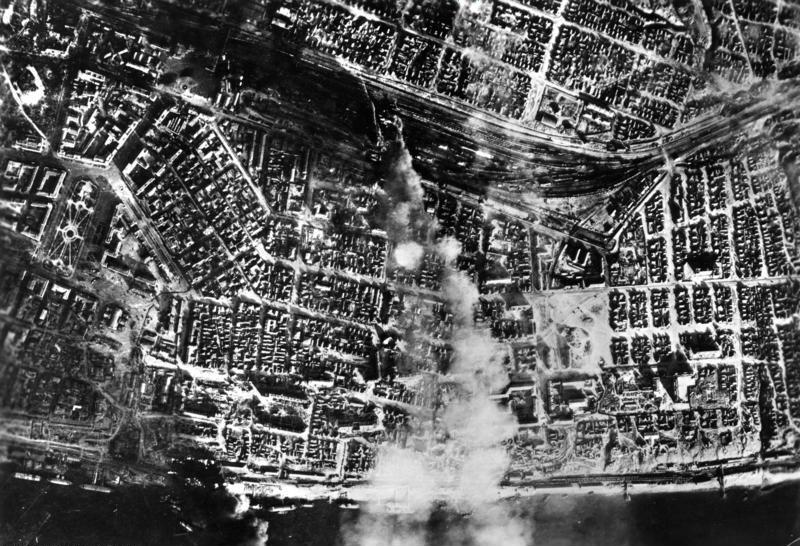
Luftangriff auf die Stalingrader Innenstadt.

Anfangs lag der Schwerpunkt des Geschwaders auf der Unterstützung der 4. Panzerarmee bei ihrem Vormarsch auf Woronesch. Durch Luftangriffe auf feindliche Truppenansammlungen und Verkehrsverbindungen ebnete es den Panzern den Weg, sodass diese am 5. Juli Woronesch am Don erreichten. Auch wurden sowjetische Militärflugplätze der 2. und 15. Luftarmee am Tage und in den Abendstunden angegriffen. Dabei kam es zu Luftkämpfen mit den sowjetischen 1. und 101. Jagdflieger-Regiment. Teilweise wurden in dieser Phase bis zu vier Einsätze pro Tag und pro Besatzung geflogen. Anschließend verlegte das Geschwader seinen Schwerpunkt auf den Vormarschraum der 6. Armee die durch den großen Donbogen in Richtung Stalingrad vorging. Am 23. August beteiligte sich das Geschwader an Luftangriffe auf Stalingrad, die sich bis zum 24. August hinzogen. Insgesamt flogen die beteiligten Kampfgeschwader 27, 51, 55, 76 und die I./KG 100 bei mehreren Anflügen mit 1600 Flugzeugen die Innenstadt an und warfen mehr als 1000 Tonnen Bomben ab. Dabei starben 955 Menschen und 1181 wurden verletzt. Ebenfalls attackierten Flugzeuge des Geschwaders Schiffsbewegungen auf der Wolga, nördlich von Stalingrad. Die I. Gruppe führte in dieser Zeit Luftangriffe auf Baku am Kaspischen Meer, das eine wichtige Förderstätte für Erdöl war und Armawir das ein bedeutender Verkehrsknotenpunkt war, durch. Durch die ununterbrochenen Einsätze wurde das Geschwader personell und materiell deutlich dezimiert. So verfügte es im September noch über 65 Bomber, davon 33 einsatzbereit.
Anschließend verlegte das gesamte Geschwader nach Millerowo (Lage) und nahm an der Schlacht von Stalingrad teil. Nachdem am 19. November der großangelegte sowjetische Gegenstoß begonnen hatte, versuchte das Geschwader bei wiedrigen Wetterverhältnissen mit Tieffliegerangriffen die sowjetischen Angriffsspitzen im Bereich des Tschir zu stoppen. Bei dem am 12. Dezember gestarteten Unternehmen Wintergewitter, welches das Ziel hatte, die eingeschlossene 6. Armee zu entsetzen, war das Geschwader dem IV. Fliegerkorps unterstellt und unterstützte das in Richtung Stalingrad angreifende LVII. Panzerkorps der 4. Panzerarmee. Dementsprechend hoch waren die Verluste im November/Dezember 1942. Sie betrugen für die I. Gruppe 6 Bomber, für die II. Gruppe 19 Bomber und für die III. Gruppe 3 Bomber als Totalverlust.
1943
Anfang 1943 stemmte sich das Geschwader gegen die sowjetische Winteroffensive im Süden der Ostfront. Es musste, aufgrund des Rückzuges der deutschen Heeresgruppen A, B und Don, mehrfach seine Basen wechseln. So lag im Februar der Geschwaderstab in Nowotscherkask (Lage), die I. Gruppe in Stalino (Lage) und die III. Gruppe in Cherson West. Die II. Gruppe war seit Ende November zur Auffrischung in Hannover-Langenhagen. Die Gruppen waren überwiegend mit der Heinkel He 111H-6 ausgestattet. Im Zulauf befand sich seit Januar die He 111H-16 die schon bald zum neuen Standardbomber werden sollte. Auch einige He 111H-2, H-11 und H-14 befanden sich in ihren Reihen. Die H-16 mit ihren zwei Jumo 211 F-2 Motoren hatte gegenüber der H-6 mit ihren zwei Jumo 211 D Motoren 300 PS mehr Startleistung auf insgesamt 2700 PS. Dies erhöhte die Höchstgeschwindigkeit um 36 km/h auf jetzt 436 km/h bei einer um 500 kg höheren Bombenlast.
Im Januar und Februar leistete das Geschwader Unterstützung für die Bodentruppen, die sich jetzt, nachdem die Rote Armee in der Mittleren Don-Operation nicht gestoppt werden konnte, gegen die Woronesch-Charkiwer Operation stemmten. Diese Kämpfe führten im März letztendlich zur Schlacht bei Charkow. Im April und Mai führte es Luftangriffe auf Eisenbahnstrecken, Straßen und Truppenkonzentrationen im Bereich von Noworossijsk am Kuban-Brückenkopf durch. Am 30. Mai suchte sich das Geschwader Ziele im Raum Krasnodar.

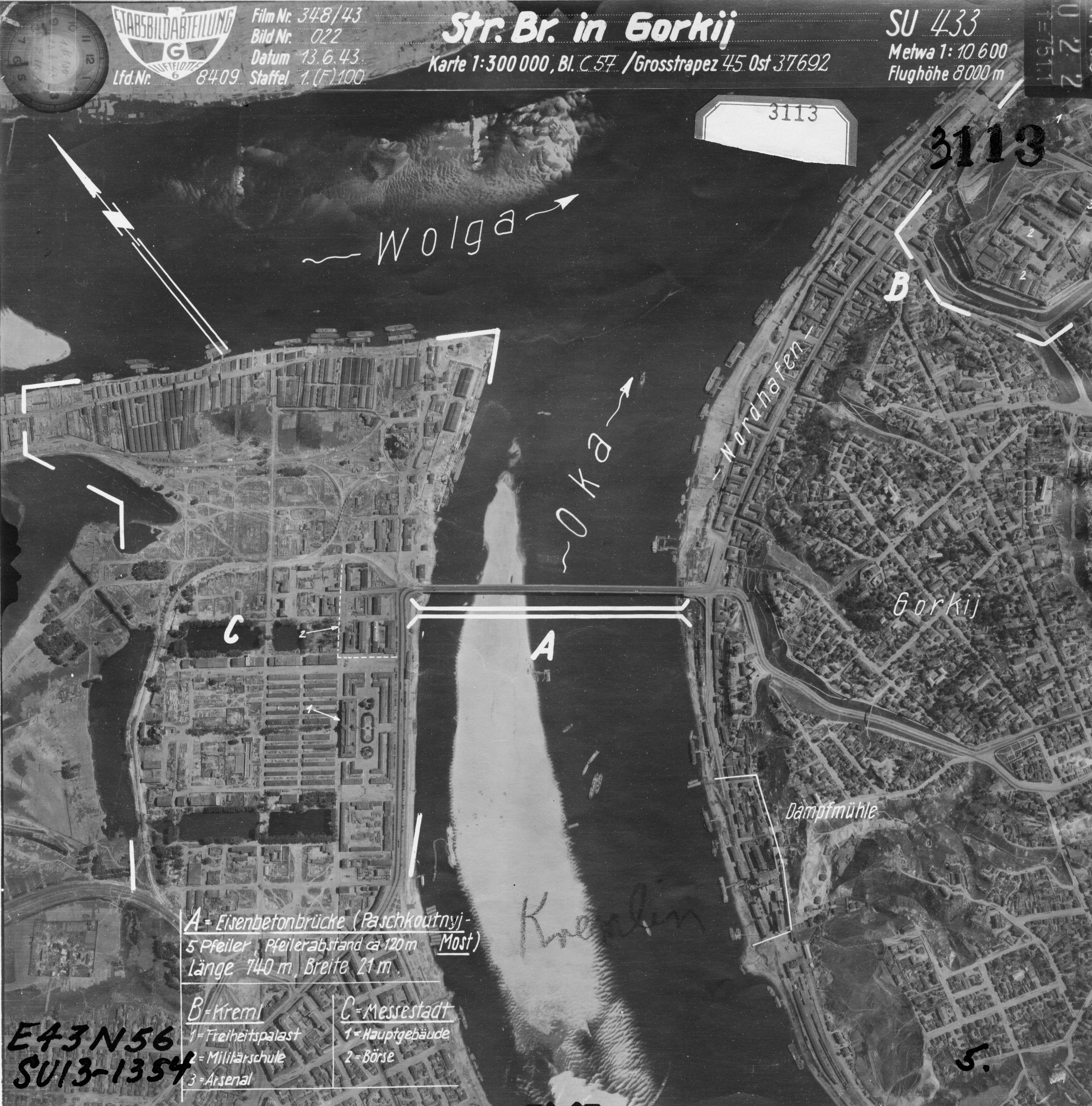
Luftaufnahme von Gorki mit Angabe von Bombenzielen

Das Geschwader nahm vom 5. bis 22. Juni an den Luftangriffen auf Gorki und Jaroslawl teil. In Nachtangriffen, zusammen mit anderen Kampfgeschwadern, sollten das Panzerwagenwerk „Molotow“ und das Kunstkautschukwerk Jaroslawl angegriffen werden. Dabei kamen in Gorki 282 Menschen ums Leben, bei 527 Verletzten und 52 Gebäude des Werkes wurden zerstört. In Jaroslawl wurden über 120 Menschen getötet, rund 150 weitere verletzt und über 200 Gebäude (darunter einige Werkshallen des Kautschukwerkes) vollständig zerstört.
Anschließend nahm es am Unternehmen Zitadelle teil. Dazu war es dem VIII. Fliegerkorps der Luftflotte 4 zugeteilt und startete mit rund 100 verfügbaren Heinkel He 111H-6 und H-16 von den Plätzen in Charkow-Rogan/Nord III (Lage) und Charkow-Woitschenko (Lage). Durch Luftangriffe auf ausgebaute Stellungen und Transportverbindungen im Hinterland unterstützte es die 4. Panzerarmee bei ihrem letztendlich gescheiterten Angriff. Insgesamt verzeichnete das Geschwader im Juli 48 Totalverluste an Flugzeugen. Ab August setzte die Rote Armee mit der Belgorod-Charkower Operation zur erneuten Befreiung von Charkow an, die am 23. August gelang. Damit verlor das Geschwader seine Basen und zog sich nach Uman (Lage) und Mirgorod (Lage) zurück. In der Folge zogen sich die deutschen Truppen zum Dnepr zurück, sodass es ab Ende August zur Schlacht am Dnepr kam. Die II. Gruppe flog dabei häufig zur Unterstützung der Bodentruppen, Tieffliegerangriffe auf feindliche Stellungen. So auch ab November im Raum um Kiew. Durch diese äußerst verlustreichen Luftangriffe verlor sie im Oktober/November insgesamt 16 Bomber als Totalverlust, bei rund 20 verfügbaren Flugzeugen. Die III. Gruppe kämpfte Ende September im Bereich des Kuban-Brückenkopf, im äußersten Süden der Ostfront, der durch die 17. Armee bis zum 9. Oktober geräumt wurde. Auch sie verlor im September/Oktober mit 20 Totalverlusten fast ihre gesamte Ausstattung. Im Oktober wechselten die II. und die III. Gruppe nach Schitomir (Lage), während die I. Gruppe zur Auffrischung nach Goslar (Lage) ging. Dort blieb sie bis zum Januar 1944.
1944
Anfang 1944 kehrte die I. Gruppe des Geschwaders, voll ausgestattet mit Heinkel He 111H-16 an die Ostfront zurück. Sie flog vom Fliegerhorst Nikolajew (Lage) ihre Einsätze aus. Die II. und die III. Gruppe waren unterdessen auf den Fliegerhorst Lemberg (Lage) gewechselt. Am 20. Januar verfügte der Geschwaderstab über keine, die I. Gruppe über 25, die II. Gruppe über 11 und die III. Gruppe über 15 einsatzbereite Bomber. Ihr Schwerpunkt blieb weiterhin der südliche Teil der Ostfront im Bereich der Luftflotte 4. Im April kam erstmals die He 111H-20 in größeren Stückzahlen zu den Verbänden. Bei dieser wurde der obere Abwehrstand durch einen kraftbetätigten Drehturm ersetzt.
Das Geschwader beteiligte sich an der Kesselschlacht von Tscherkassy, bei der Teile der noch am Dnepr stehenden Truppen der 8. Armee eingekesselt wurden.  Anschließend flog es Luftangriffe im Bereich Odessa, wo deutsche und rumänische Truppen eingeschlossen wurden und auf der Krim. Bei den Kämpfen um die Landenge von Perekop, die den Eingang zur Krim darstellt, zerstörte es nach eigenen Angaben 44 sowjetische Panzer.
In der Nacht vom 22. zum 23. Juni griff das Geschwader von Krosno (Lage) und Mielec-Smoczka (Lage) aus, den im Rahmen der Operation Frantic von US-amerikanischen Flugzeugen benutzten Flugplatz Poltawa (Lage) an. Dabei wurden 43 US-amerikanische B-17-Bomber am Boden zerstört und weitere 26 beschädigt. Außerdem wurden ein Munitionsdepot und 900.000 Liter Flugbenzin vernichtet.
Nach Beginn der sowjetischen Offensive im Bereich der Heeresgruppe Mitte, flog es Luftangriffe auf Rangierbahnhöfe und Eisenbahnstrecken im Hinterland, insbesondere in Gomel, Rowno, Korosten, Minsk, Sarny und Kasatin.

### Reichsverteidigung 1944/45
Im Herbst 1944 verlegte das gesamte Geschwader nach Raffelding (Lage), Hörsching (Lage) und Wels (Lage) in die Alpen- und Donau-Reichsgaue, wie das an das Deutsche Reich angegliederte Österreich jetzt genannt wurde. Dort am 23. November in Kampfgeschwader (J) 27 (das J stand für Jagd) umbenannt rüstete es auf Jagdflugzeuge vom Typ Messerschmitt Bf 109 K-4 und Focke-Wulf Fw 190 A-9 um. Die Bf 109K-4 war ein einmotoriger Jäger mit einem 12-Zylinder-V-Motor Daimler-Benz DB 605 DC mit 1010 kW (1370 PS) Startleistung der eine Höchstgeschwindigkeit von 715 km/h erreichte. Die Fw 190A-9 erreichte mit ihrem BMW 801 S-Motor 2000 PS und 656 km/h.
Zu dieser Zeit, war es dem IX. Fliegerkorps, ab 26. Januar 1945 in 9. Flieger-Division umbenannt, der Luftflotte 10 unterstellt. Nach der abgeschlossenen Umrüstung und Umschulung nahm es im März 1945 den Kampf gegen einfliegende US-Bomber der 8. und der 15. US-Luftflotte auf.
Ausgenommen von der Umrüstung war die 14. (Eisenbahn-)Staffel die am 10. Januar 1945 einen Bestand von 14 Heinkel He 111 hatte. Am 8. April 1945 löste sich das Geschwader auf.

## Kommandeure

### Geschwaderkommodore
| Dienstgrad     | Name                            | Zeit                                   |
| -------------- | ------------------------------- | -------------------------------------- |
| Oberst         | Hans Behrendt                   | 1. Mai 1939 bis November 1939          |
| Generalmajor   | Richard Putzier                 | November 1939 bis Dezember 1939        |
| Oberst         | Hans Behrendt                   | Januar 1940 bis 21. Juni 1940          |
| Oberstleutnant | Bernhard Georgi                 | 22. Juni 1940 bis 17. Juli 1940 †      |
| Oberst         | Gerhard Conrad                  | 26. Juli 1940 bis 6. Oktober 1940      |
| Major          | Gerhard Ulbricht                | November 1940 bis 1941                 |
| Oberst         | Hans-Henning Freiherr von Beust | 1. März 1942 bis 13. November 1943     |
| Major          | Karl-August Petersen            | 14. November 1943 bis 4. Dezember 1943 |
| Major          | Rudolf Kiel                     | 5. Dezember 1943 bis 10. April 1945    |

### Gruppenkommandeure
I. Gruppe
- Oberstleutnant Fritz Graumnitz, 1. Mai 1939 bis 10. Oktober 1939[92]
- Major Sigismund von Falkenstein, 11. Oktober 1939 bis 31. Mai 1940[93]
- Major Gerhard Ulbricht, 3. Juni 1940 bis 21. Oktober 1940[94]
- Hauptmann Fritz Reinhard, 22. Oktober 1940 bis 9. Juli 1941 †[95]
- Major Hubertus Lessmann, 11. Juli 1941 bis 29. Dezember 1941 †[96]
- Hauptmann Eberhard Stauch, 30. Dezember 1941 bis 11. Januar 1942[97]
- Major Rudolf Müller, 12. Januar 1942 bis 30. November 1942[98]
- Hauptmann Joachim Petzold, 1. Dezember 1942 bis Mai 1944[99]
- Hauptmann Horst Quednau, 9. Mai 1944 bis 12. November 1944[100]
- Hauptmann Hans Otto Heinert, 13. November 1944[101]

II. Gruppe
- Major Arno de Salengre Drabbe, 1. Mai 1939 bis 28. März 1940[102]
- Major Reinhold Tamm, 29. März 1940 bis 18. Mai 1940[103]
- Major Friedrich-Kurt Schlichting, 7. Juni 1940 bis 10. August 1940 †[104]
- Major Artur Eschenhauer, 28. August 1940 bis 15. November 1940[105]
- Hauptmann Reinhard Günzel, 16. November 1940 bis 4. Januar 1943[106]
- Major Karl-August Petersen, 5. Januar 1943 bis 14. Dezember 1943[107]
- Hauptmann Heinz Klien, 15. Dezember 1943 bis 23. Dezember 1944[108]
- Hauptmann Joachim Könnecke, 24. Dezember 1944 bis 23. Februar 1944 †[109]

III. Gruppe
- Oberst Otto Sommer, 1. Mai 1939 bis 30. Juni 1939[110]
- Major Andreas Nielsen, 1. Juli 1939 bis 24. Februar 1940[111]
- Hauptmann Ulrich Schirmer, 24. Februar 1940 bis 22. Mai 1940 †[112]
- Major Manfred Speck von Sternberg, 27. Mai 1940 bis 22. Oktober 1940[113]
- Hauptmann Hans-Henning Frhr. von Beust, 23. Oktober 1940 bis 28. Januar 1942[114]
- Major Erich Thiel, 1. März 1942 bis 22. April 1943[115]
- Hauptmann Karl Mayer, 23. April 1943 bis 7. August 1943[116]
- Oberleutnant Walter Grasemann, Juli 1943 bis August 1943[117]
- Hauptmann Heinrich Klein, 22. September 1943 bis 29. Januar 1944[118]
- Hauptmann Alois Koch, 30. Januar 1944 bis 23. Juli 1944 †[119]
- Major Karl Mayer, 29. Juli 1944 bis 12. November 1944[120]

IV. Gruppe
- Oberleutnant Bernhard Schlafke, 24. November 1940 bis März 1941[121]
- Hauptmann Johannes Lorenz, 13. März 1941 bis 24. September 1941[122]
- Hauptmann Hellmann, 25. September 1941 bis Oktober 1941[123]
- Oberleutnant Gerhard Braunschweig, 30. Oktober 1941 bis 30. November 1942[124]
- Hauptmann Walter Engel, 1. Dezember 1942 bis 23. November 1944[125]
- Hauptmann Walter Grasemann, 24. November 1944 bis 8. Dezember 1944[126]

## Auszeichnungen
Bekannte Träger des Ritterkreuz des Eisernen Kreuzes oder höherer Stufen des Kampfgeschwaders 27.
| Name                              | Dienstgrad    | Einheit    | Ritterkreuz   | Eichenlaub    |
| --------------------------------- | ------------- | ---------- | ------------- | ------------- |
| Beust, Hans-Henning, Freiherr von | Hauptmann     | III./KG 27 | 17. Sep. 1941 |               |
| Bierbrauer, Günther               | Feldwebel     | 14./KG 27  | 17. Apr. 1945 |               |
| Ellmer, Konrad                    | Oberfeldwebel | 14./KG 27  | 9. Juni 1944  |               |
| Fischbach, Adolf                  | Oberleutnant  | 4./KG 27   | 29. Feb. 1944 |               |
| Grasemann, Walter                 | Oberleutnant  | 9./KG 27   | 9. Okt. 1943  |               |
| Güntner, Heinrich †               | Hauptmann     | 7./KG 27   | 9. Juni 1944  |               |
| Günzel, Reinhard                  | Hauptmann     | II./KG 27  | 17. Sep. 1941 | 22. Jan. 1943 |
| Haselbach, Hans                   | Leutnant      | 14./KG 27  | 12. Nov. 1943 |               |
| Klein, Heinrich                   | Hauptmann     | 2./KG 27   | 10. Jan. 1943 |               |
| Klien, Heinz                      | Oberleutnant  | 6./KG 27   | 12. Nov. 1941 |               |
| Klimek, Helmut                    | Oberfeldwebel | 14./KG 27  | 9. Juni 1944  |               |
| Krems, Gerhard                    | Leutnant      | 2./KG 27   | 25. Mai 1942  |               |
| Müller, Rudolf                    | Hauptmann     | I./KG 27   | 1. Juli 1942  |               |
| Petersen, Karl-August             | Hauptmann     | 9./KG 27   | 7. März 1942  |               |
| Petzold, Joachim                  | Hauptmann     | I./KG 27   | 18. Mai 1943  |               |
| Putz, Helmut                      | Oberleutnant  | II./KG 27  | 19. Sep. 1942 |               |
| Quednau, Horst                    | Oberleutnant  | 8./KG 27   | 3. Sep. 1942  |               |
| Schalles, Walter                  | Oberfeldwebel | 9./KG 27   | 15. Dez. 1941 |               |
| Schmid, Karl                      | Oberleutnant  | 14./KG 27  | 19. Aug. 1943 |               |
| Skorczewski, Wolfgang             | Oberleutnant  | 3./KG 27   | 27. Sep. 1941 |               |
| Skrzipek, Eduard                  | Oberleutnant  | 14./KG 27  | 16. Apr. 1943 | 27. Juni 1944 |
| Werlin, Wilhelm                   | Hauptmann     | 1./KG 27   | 30. Dez. 1942 |               |
| Zillich, Karl †                   | Oberleutnant  | 6./KG 27   | 20. Juli 1944 |               |

## Bekannte Geschwaderangehörige
- Wilhelm Ahlert (1911–1975), war von 1968 bis 1970, als Brigadegeneral der Luftwaffe der Bundeswehr, Kommandeur der Technischen Akademie der Luftwaffe
- Sigismund von Falkenstein (1903–1972), war als Brigadegeneral der Luftwaffe der Bundeswehr, Leiter der Abteilung Luftwaffenakademie an der Führungsakademie der Bundeswehr
- Rudolf Jenett (1914–1998), war von 1970 bis 1974 als Generalmajor Kommandeur der Führungsakademie der Bundeswehr
- Ernst Kühl (1888–1972), war 1955 Mitglied des Sachverständigen-Ausschuss für die Neugliederung des Bundesgebietes und Personalgutachterausschuss
- Günther Pawelke (1900–1976), war von Oktober 1952 bis November 1954 deutscher Botschafter in Ägypten
- Hans von Ploetz (1904–1993), saß von 1951 bis 1956 für die FDP im Hessischen Landtag
- Herbert Schneider (1915–1995), war von 1947 bis 1962 für die DP und die CDU Mitglied der Bremischen Bürgerschaft und von 1953 bis 1961 und 1969 bis 1972 Mitglied des Deutschen Bundestages
- Otto Sommer (1891–1940), war von 1932 bis 1933 Abgeordneter der NSDAP im Württembergischen Landtag und 1933 bis 1936 Abgeordneter für den Wahlkreis 31 (Württemberg) im nationalsozialistischen Reichstag
- Karl Wolfien (1906–1968), war von 1960 bis 1963, als Brigadegeneral der Luftwaffe der Bundeswehr, Leiter des Materialamtes der Luftwaffe